# It Dockumer Lokaeltsje
It Dockumer Lokaeltsje is een band uit de stad Leeuwarden in de Nederlandse provincie Friesland. De naam is ontleend aan de trein die in de twintigste eeuw reed tussen Leeuwarden en Dokkum. Het repertoire van de band kent invloeden van psychobilly, cowpunk en no-wave. De band zingt uitsluitend in het Fries, en zingt vooral korte liedjes over spoken, koeien, mummies en treinen. De bandleden werkten al eerder samen in de bands Tropical Suicide (1982-1985), Grafschater (1984-1985) en Friisk Husflid.
Het trio deed in 1986 als It Dockumer Lokaeltsje mee aan de Kleine Prijs van Sneek en behaalde daar in de finale de derde plaats. Daarna deed de band mee aan een wedstrijd van het VPRO-programma De Wilde Wereld, waardoor ze landelijke bekendheid verkregen. Hierop brachten ze hun debuutalbum met de controversiële titel "Wil Met U Neuken!" uit, dat veel op de Nederlandse radio gedraaid werd. Naar aanleiding daarvan nodigde de VPRO de band uit om een radiosessie te komen spelen. Daarnaast draaide de bekende Britse deejay John Peel de plaat op BBC's radiostations.
In 1987 verscheen het eveneens succesvolle dubbelalbum Moddergat.  In 1990 verschenen alle elpees, demo's en een VPRO-radiosessie op de cd-compilatie It Dockumer Totaeltsje.
Na 1990 richtten de bandleden zich op andere projecten:
- Gitarist Sytse J. van Essen richtte de bands Lul, Klinkhamer en Nothing op, en draaide plaatjes onder de deejaynaam Seed7e.
- Drummer Fritz de Jong ging met Van Essen mee naar de band Lul.
- Bassist/Zanger Peter Sijbenga richtte de bands Deinum, Sex Ettek en Dish Hunt op, en werkte mee aan een Friestalige versie van The Who's rockopera Tommy.[4]

In 2014 kwam de band weer bijeen om op te treden en nieuwe muziek te schrijven. In januari 2017 werd begonnen met de opnames van het album Tonger in de Sing Sing Studio te Metslawier, dat werd uitgebracht in oktober 2017. De albumtitel verwijst zowel naar het geluid van de donder als het onweer zelf.

## Discografie

### Albums
| Album met eventuele hitnotering(en) in de Nederlandse Album Top 100 | Datum van verschijnen | Datum van binnenkomst | Hoogste positie | Aantal weken | Opmerkingen     |
| ------------------------------------------------------------------- | --------------------- | --------------------- | --------------- | ------------ | --------------- |
| Wil Met U Neuken!                                                   | 1987                  | -                     | -               | -            |                 |
| Moddergat                                                           | 1987                  | -                     | -               | -            |                 |
| It Dockumer Totaeltsje                                              | 1990                  | -                     | -               | -            | Compilatiealbum |
| Tonger                                                              | 2017                  | -                     | -               | -            |                 |
| Alles Is Goed                                                       | 2020                  | -                     | -               | -            |                 |
| Trump in Makkum                                                     | 2024                  | -                     | -               | -            |                 |